# Liste der Monuments historiques in Sainte-Colombe (Charente-Maritime)
Die Liste der Monuments historiques in Sainte-Colombe (Charente-Maritime) führt die Monuments historiques in der französischen Gemeinde Sainte-Colombe auf.

## Liste der Bauwerke
| Bezeichnung       | Beschreibung                  | Standort | Kennzeichnung | Schutzstatus | Datum | Bild           |
| ----------------- | ----------------------------- | -------- | ------------- | ------------ | ----- | -------------- |
| Kirche St-Eutrope | Erbaut im 12. Jahrhundert (?) | (Lage)   | PA00105166    | Inscrit      | 1986  | weitere Bilder |

## Liste der Objekte
| Bezeichnung | Beschreibung           | Standort                        | Kennzeichnung | Schutzstatus | Datum | Bild           |
| ----------- | ---------------------- | ------------------------------- | ------------- | ------------ | ----- | -------------- |
| Taufbecken  | Stein, 12. Jahrhundert | in der Kirche St-Eutrope (Lage) | PM17000366    | Classé       | 1976  | weitere Bilder |